# Microgynoecium tibeticum
Microgynoecium es un género de planta herbácea de la familia Amaranthaceae. La especie tipo es Microgynoecium tibeticum Hook.f., es originaria de Asia.

## Descripción
Es una planta herbácea que alcanza un tamaño de 8-25 cm de altura. Los tallos están ramificados desde la base, por lo general, son decumbentes. Pecíolo de 4-15 mm; Limbo 12.6 × 7.5 mm, ligeramente suculento, base cuneada, margen entero o con tres lóbulos. Las flores masculinas: con perianto de color marrón claro, de 0,8 mm; segmentos triangulares. El fruto es un utrículo de color negro-marrón, de 1-1,5 mm. Las semillas de testa negra, brillante.

## Distribución y hábitat
Se encuentra en hábitats ruderales en las zonas alpinas; por encima de 4000 metros en Gansu, Qinghai, Xizang, Nepal, Sikkim y en las montañas del Pamir.

## Taxonomía
Microgynoecium tibeticum fue descrita por el botánico y explorador inglés, Joseph Dalton Hooker y publicado en Genera Plantarum 3: 56, en el año 1880.